# Augusto Carlos Pereira Bandeira
Augusto Carlos Schreyer Pereira Bandeira ComMAI (Lisboa, 7 de Dezembro de 1913 — Lisboa, 5 de Março de 2006) foi um engenheiro português que dedicou a sua actividade profissional ao ramo ferroviário, tendo atingido o posto de vice-presidente do Conselho de Administração da Companhia do Caminho de Ferro de Benguela (Angola).

## Biografia
Nasceu na cidade de Lisboa, em 7 de Dezembro de 1913, tendo-se formado em Engenharia Civil pelo Instituto Superior Técnico da Universidade Técnica de Lisboa.
Entrou na Companhia do Caminho de Ferro de Benguela em 1937, como engenheiro assistente no serviço de via e obras; foi, posteriormente, promovido a chefe da Secção em Outubro de 1941, a chefe dos Engenheiros Civis em 1 de Julho de 1952, e a director técnico a 1 de Fevereiro de 1957. Representou a Companhia nas segunda e terceira conferências dos Caminhos de Ferro, levadas a cabo, respectivamente, em Nairobi em Novembro de 1955, e no Congresso Internacional dos Caminhos de Ferro de Munique, em 1962. Tomou posse como director-geral em finais de 1957, para substituir Virgílio de Jesus e Silva Escudeiro, que se reformou nesse ano. Em 1974 foi nomeado membro do conselho de administração da companhia, e reformou-se em 1981 já como vice-presidente do conselho de administração.
A 13 de Novembro de 1963 foi agraciado como Comendador da Ordem Civil do Mérito Agrícola e Industrial Classe Industrial pelo presidente da República Portuguesa Américo de Deus Rodrigues Thomaz.
Em Março de 1971, reconhecido em Portugal a 24 de Julho de 1972, foi agraciado como Comendador Honorário da Excelentíssima Ordem do Império Britânico (Commander of the Civil Division of the Most Excellent Order of the British Empire ou CBE) pela rainha Elizabeth II.
Sob a sua direção, entre 1972 e 1974, foi construída uma variante da linha férrea entre o Lobito e o Cubal (variante do Cubal) que duplicou a capacidade de transporte da companhia.